# Place de la Sorbonne
Place de la Sorbonne (letteralmente “Piazza della Sorbona”) è una piazza parigina nel quartiere latino della città, che porta il nome dell'omonima università che lì si trova. La piazza si trova sulla riva sinistra della Senna.
Tutto intorno alla piazza si trovano locali e librerie.

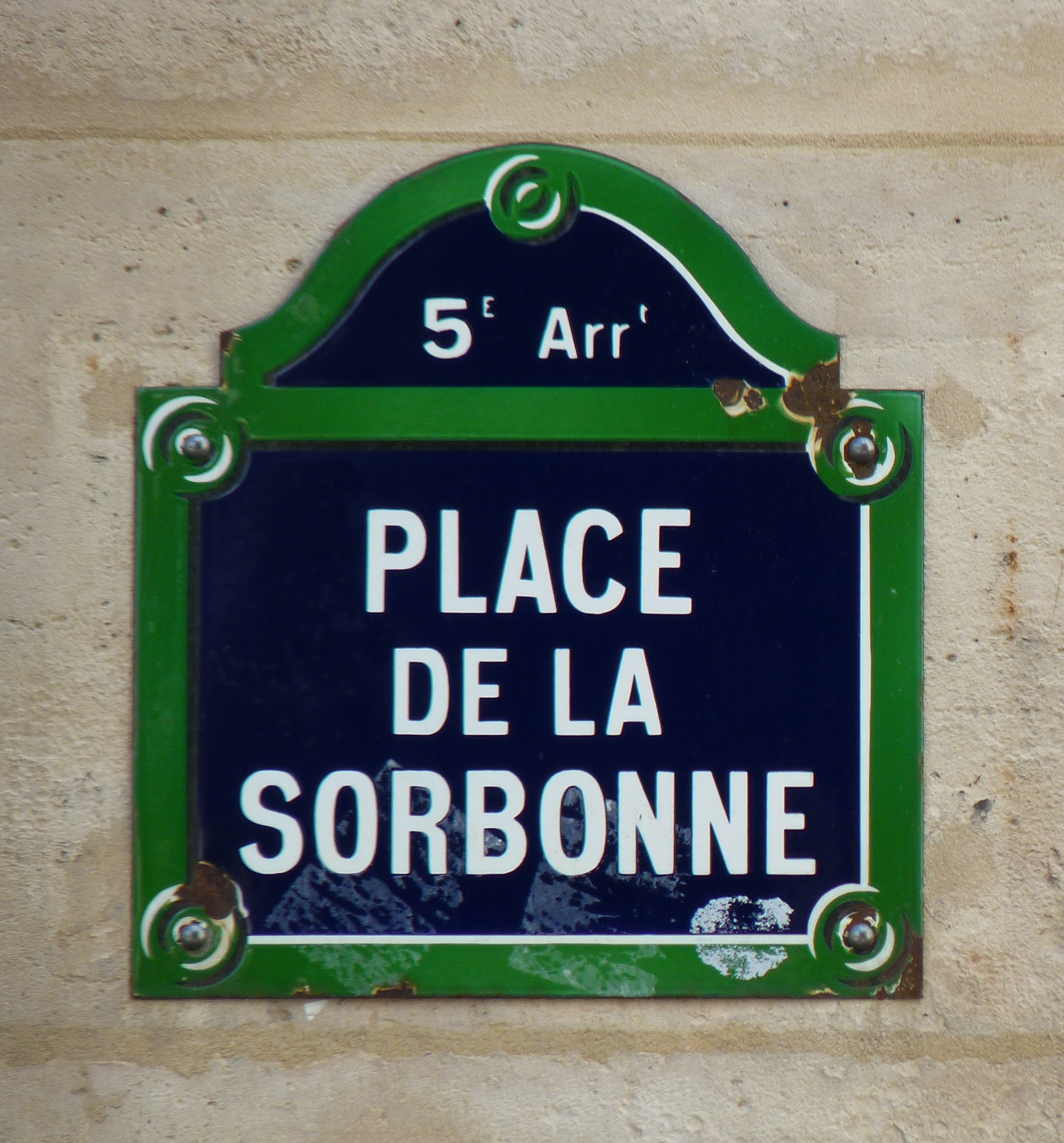
Una delle targhette che indicano la piazza